# Leo Goehring
Leo Goehring (Leo Richard Goehring; * 5. November 1891 in New York City; † 5. Februar 1967 in der Bronx) war ein US-amerikanischer Hoch- und Weitspringer.
Bei den Olympischen Spielen 1912 in Stockholm wurde er Vierter im Standhochsprung und Fünfter im Standweitsprung.